# Malaconotus cruentus
El gladiador cruento (Malaconotus cruentus) es una especie de ave paseriforme de la familia Malaconotidae. No se reconocen subespecies.

## Distribución geográfica y hábitat
Está ampliamente distribuido en el África subsahariana, encontrándose desde el sur de Guinea y Sierra Leona hasta el este de la República Democrática del Congo y Uganda occidental, y hasta el sudoeste de República del Congo.